# حکومت ائتلاف موقت عراق
حکومت ائتلاف موقت عراق (عربی: سلطة الائتلاف المؤقتة) دولتی انتقالی بود که پس از حملهٔ نیروهای آمریکا، بریتانیا، استرالیا و لهستان در ۲۸ اسفند ۱۳۸۱ در قالب نیروی چند ملیتی به عراق تشکیل شد.
این حکومت با اتکا به قطعنامه ۱۴۸۳ شورای امنیت (۲۰۰۳) و قانون جنگ، مسئولیت‌های اجرایی، تقنینی و قضایی دولت عراق را از ۱ اردیبهشت ۱۳۸۲ تا ۸ تیر ۱۳۸۳ به عهده گرفت.

## تاریخچه
دفتر بازسازی و کمک‌های انسان‌دوستانه (ORHA) در ۳۰ دی ۱۳۸۱ توسط ایالات متحده دو ماه پیش از تهاجم به عراق تشکیل شد. قرار بود این دفتر تا تشکیل حکومتی مردمی به عنوان دولت سرپرست در عراق حاکم باشد.
جی گارنر، سپهبد بازنشسته نیروی زمینی ایالات متحده به عنوان مدیر این دفتر منصوب شد و سه معاون برای وی در نظر گرفته شدند. با انحلال این دفتر و تشکیل حکومت ائتلاف موقت در سال ۲۰۰۳ میلادی گارنر به عنوان نخستین رئیس اجرایی این حکومت انتخاب شد. پشتوانهٔ وی برای کسب این مقام تجربهٔ جنگی در عراق در جریان عملیات طوفان صحرا در سال ۱۹۹۱ و تلاش‌های وی برای بازسازی در شمال عراق طی عملیات تأمین آسایش و همچنین ارتباط نزدیک با دونالد رامسفلد وزیر دفاع آمریکا بود. با این حال دورهٔ کار وی در این سمت کوتاه بود و تنها از ۱ تا ۲۱ اردیبهشت ۱۳۸۲ طول کشید. وی جای خود را به پل برمر داد.
برکناری زودهنگام گارنر برای بسیاری از اعضای حکومت ائتلاف موقت غیرمنتظره بود. گارنر در مصاحبه‌ای که با برنامهٔ نیوزنایت شبکهٔ بی‌بی‌سی داشت به‌طور علنی گفت که او ترجیح می‌داد که در اسرع وقت حکومت را طی چند انتخابات به مردم عراق بسپارد. فشارهای مخفیانهٔ زیادی از سوی دولت آمریکا برای تسریع در برکناری اعضای حزب بعث عراق از مقام‌هایشان در دولت و ارتش عراق وجود داشت. مخالفت گارنر با بعث‌زدایی از جامعهٔ عراق به عنوان یک سیاست عمومی بسیاری از سران ارشد حکومت ایالات متحده را برآشفت و منجر به برکناری وی گردید.
پل برمر در اردیبهشت ۱۳۸۲ در حالی ریاست حکومت ائتلاف موقت را به عهده گرفت که مقام نمایندگی ریاست جمهور آمریکا را بر عهده داشت. بسیاری از سازمان‌های خبری و همچنین کاخ سفید بارها وی را با لقب «سفیر» خطاب می‌کردند زیرا سفارت هلند عالی‌ترین مقامی بود که وی تا آن زمان بدان دست یافته بود. با این حال برمر سفیر آمریکا در عراق نبود و در آن زمان ایالات متحده هیچ هیئت دیپلماتیکی در عراق نداشت.
حکومت ائتلاف موقت توسط وزارت دفاع ایالات متحده تشکیل و تأمین مالی می‌شد. برمر در مقام ریاست این حکومت مستقیماً به وزیر دفاع آمریکا گزارش می‌داد. هر چند در آن زمان نیروهای زیادی از کشورهای ائتلاف در عراق حضور داشتند اما ستاد فرماندهی مرکزی ایالات متحده (USCENTCOM) نهاد اصلی نظامی در عراق بود که از حکومت ائتلاف موقت پشتیبانی رزمی می‌کرد تا این حکومت توانایی اعمال قدرت داشته باشد.
هر چند بسیاری از کاخ‌های مجلل صدام حسین در هنگام حملهٔ نیروهای ائتلاف مورد غارت قرار گرفته بود اما ساختار فیزیکی آن‌ها نسبتاً سالم و دست‌نخورده باقی‌مانده بود. در همین کاخ‌ها بود که حکومت ائتلاف موقت اقدام به تشکیل دفاتری برای ادارهٔ کشور زد. مرکز این حکومت در یکی از محله‌های بغداد به نام منطقهٔ سبز قرار داشت. این منطقه در نهایت تبدیل به ناحیه‌ای به شدت محافظت‌شده توسط دیوارهای بتنی شد.
حکومت ائتلاف موقت مسئول ادارهٔ صندوق توسعهٔ عراق نیز بود. این صندوق جانشین برنامه نفت در برابر غذای سازمان ملل متحد گردید و وظیفهٔ آن تأمین مالی برنامهٔ خرید گندم، برنامه تبادل پول، برنامه‌های زیرساخت‌های برق و نفت، تأمین تجهیزات برای نیروهای امنیتی عراق، حقوق نیروهای غیرنظامی عراقی و عملیات‌های مختلف وزارتخانه‌های مختلف حکومت بود.
اولین اقدام برمر در حکومت ائتلاف موقت ابلاغ دستور بعث‌زدایی از جامعه عراق بود. وی در ۲ خرداد ۱۳۸۲ دستور شمارهٔ ۲ را مبنی بر انحلال رسمی ارتش عراق اعلام کرد. حکومت ائتلاف موقت در ۳۱ تیر ۱۳۸۲ شورای حکومتی عراق را تشکیل داد و اعضای آن را منصوب کرد. اعضای این شورا بیشتر از میان عراقی‌های خارج از وطن تشکیل شده بود که در زمان صدام حسین از کشور فرار کرده بودند و برخی دیگر از اعضا از افرادی بودند که در رژیم پیشین محاکمه شده بودند.
هر چند که این شورا تحت نظر حکومت ائتلاف موقت بود اما مسئولیت‌های مهمی نیز بر عهده داشت. از وظایف آن می‌توان به تعیین نمایندهٔ عراق در سازمان ملل متحد، تعیین وزرای موقت برای سمت‌های خالی کابینه و تدوین پیش‌نویس یک قانون اساسی اضطراری با عنوان قانون حکومت انتقالی برای مدت زمانی که عراق فاقد قانون اساسی ثابت بود اشاره کرد.
حکومت ائتلاف موقت در بعد از ظهر روز ۲۳ آذر ۱۳۸۲ کنفرانسی مطبوعاتی در مرکز همایش‌هایی که در منطقه سبز عراق قرار داشت برگزار کرد و طی آن برمر اعلام کرد که شب گذشته صدام حسین توسط نیروهای آمریکایی در یک چاله روباه دستگیر شده است. حاضرین این جلسه به غیر از پل برمر، سپهبد ریکاردو سانچز از نیروی زمینی ایالات متحده، اعضای سازمان‌های اطلاعاتی آمریکا و بریتانیا، بسیاری از اعضای شورای حکومتی عراق و روزنامه‌نگارانی از بسیاری از سازمان‌های خبری در سطح جهان بودند.
حکومت ائتلاف موقت به منظور شکست هر گونه طرح‌ریزی خرابکارانه توسط شورشیان، قدرت خود را در روز ۸ تیر ۱۳۸۳ ساعت ۱۰:۲۶ صبح (به وقت محلی) به حکومت موقت عراق تحویل داد. با انحلال این حکومت، برمر در همان روز عراق را ترک کرد.
ایالات متحده امیدوار بود که عراق با استفاده از «نمونه‌ها یا حتی مدل‌های موفق اشغال نظامی» به همان شیوه‌ای که ژاپن و آلمان پس از جنگ جهانی دوم عمل کردند بازسازی شده و به دموکراسی دست یابد.